# فارغ‌التحصیلی روح
فارغ‌التحصیلی روح (به انگلیسی: Ghost Graduation) فیلمی محصول سال ۲۰۱۲ و به کارگردانی خاویر رویز کالدرا است. در این فیلم بازیگرانی همچون رائول آره‌والو، الکساندرا خیمنس، آنا کاستی‌یو، آندرئا دورو، آئورا گاریدو، کارلوس آرسس، سیلویا آبریل، خاویر بودالو، النا ایروئتا و خواکین ریس ایفای نقش کرده‌اند.